# Gavin Hoover
Gavin Hoover (Manhattan Beach, 12 luglio 1997) è un pistard e ciclista su strada statunitense, vincitore del titolo di inseguimento a squadre ai Giochi panamericani 2019 e della classifica Endurance alla Champions League su pista 2021. Gareggia con il team L39ion of Los Angeles.

## Palmarès

### Pista
- 2014

Campionati statunitensi, Inseguimento individuale Junior
- 2017

Campionati statunitensi, Inseguimento a squadre (con Adrian Hegyvary, Daniel Holloway e Daniel Summerhill)
- 2018

Campionati statunitensi, Inseguimento a squadre (con Adrian Hegyvary, Ashton Lambie e Shane Kline)
Campionati panamericani, Inseguimento a squadre (con Eric Young, Ashton Lambie e Colby Lange)
- 2019

Campionati statunitensi, Omnium
Giochi panamericani, Inseguimento a squadre (con Adrian Hegyvary, John Croom e Ashton Lambie)
- 2021

3ª prova Champions League, Corsa a eliminazione (Londra)
Troféu Sunlive, Scratch

#### Altri successi
- 2021

Classifica Endurance Champions League

## Piazzamenti

### Competizioni mondiali
- Campionati del mondo su pista

Astana 2015 - Omnium Junior: 13º
Apeldoorn 2018 - Inseguimento a squadre: 13º
Pruszków 2019 - Inseguimento a squadre: 11º
Pruszków 2019 - Inseguimento individuale: 14º
Berlino 2020 - Omnium: 7º
Roubaix 2021 - Scratch: 19º
Roubaix 2021 - Corsa a punti: 12º
Roubaix 2021 - Omnium: 14º
Roubaix 2021 - Corsa a eliminazione: 8º
St. Quentin-en-Yv. 2022 - Scratch: 8º
St. Quentin-en-Yv. 2022 - Omnium: 15º
St. Quentin-en-Yv. 2022 - Corsa a eliminazione: 12º
- Giochi olimpici

Tokyo 2020 - Omnium: 8º
Tokyo 2020 - Americana: ritirato